# La Vela Puerca
La Vela Puerca urugvajski je vokalno-instrumentalni sastav osnovan u Montevideu u prosincu 1995. godine. Prvotna trojica osnivača sastava i danas su njegovi članovi, a to su Sebastián Teysera, koji je glavni vokal, tekstopisac i voditelj, Nicolás Lieutier na bas-gitari te Santiago Butler na gitari. Sastav izvodi ska i punk glazbu te je jedan od rijetkih koji izvode i podvrstu rock and rolla zvanu urugvajski rock. Od njihova prva nastupa u Montevideu na Badnjak 1995., sastavu su se pridružili i neki novi članovi. U spomen na svoj prvi koncert, La Vela Puerca na svaki badnjak održava besplatni višesatni koncert na glavnom trgu u Montevideu.
Osim u Urugvaju, sastav je vrlo poznat i popularan i u Argentini i Brazilu.

## Diskografija
- Deskarado (1997.)
- La Vela Puerca (1999.) (nadopuna labuma Deskarado)
- De Bichos y Flores (2001.)
- A Contraluz (2004.)
- El Impulso (2007.)
- Piel y Hueso (2011.)
- Érase (2014.)

## Članovi sastava
- Sebastián Teysera: pjevač i akustična gitara
- Sebastián Cebreiro: prateći glas
- Santiago Butler: električna gitara
- Rafael Di Bello: električna gitara
- Alejandro Picone: truba
- Carlos Quijano: alt saksofon
- José Canedo: bubnjevi
- Nicolás Lieutier: bas-gitara

## Vanjske poveznice
- La Vela Puerca - službena stranica sastava (šp.) (engl.)
- La Vela Puerca na Rock.com.ar (šp.)
- Stranica argentinskih obožavatelja sastava  Arhivirana inačica izvorne stranice od 16. siječnja 2007. (Wayback Machine) (šp.)
- Web dedicada a La Vela Puerca por seguidores argentinos  Arhivirana inačica izvorne stranice od 29. rujna 2007. (Wayback Machine) (šp.)
- Intervju s članovima sastava u travnju 2008.  Arhivirana inačica izvorne stranice od 29. studenoga 2015. (Wayback Machine) (engl.)